# Helma Orosz
Helma Orosz (Görlitz, 11 mai 1953) est une femme politique allemande.